# Ardeatino
Ardeatino è il ventesimo quartiere di Roma, indicato con Q. XX.
Prende il nome dalla via Ardeatina.

## Geografia fisica

### Territorio
Si trova nell'area sud della città, a ridosso delle Mura aureliane.
Il quartiere confina:
- a nord con i rioni R. XXI San Saba e R. XIX Celio
- a est con i quartieri Q. IX Appio-Latino[1] e Q. XXVI Appio-Pignatelli
- a sud-est con la zona Z. XXI Torricola
- a sud con la zona Z. XXII Cecchignola[2] e il quartiere Q. XXXI Giuliano-Dalmata[3]
- a ovest con i quartieri Q. XXXII Europa e Q. X Ostiense[4]

## Storia
Nei primi giorni di settembre del 1943, dopo l'armistizio, il quartiere, come molte altre zone a sud della città fu teatro di diversi combattimenti tra la popolazione resistente e i nazifascisti. Nel dopoguerra fu eretto, nella piazza della zona detta Montagnola, un monumento ai caduti circondato da un parco pubblico, a ricordo dei tragici eventi del 1943. Il 24 marzo 1944, presso le Fosse Ardeatine, avvenne uno dei più efferati atti di rappresaglia dell'esercito di occupazione tedesco.

## Monumenti e luoghi d'interesse

### Architetture civili
- Casale de Merode o di Tor Marancia, su via delle Sette Chiese. Casale del VII secolo. 41.857844°N 12.507428°E
- Casale della Vignacce, lungo il vicolo di Tor Carbone, nella tenuta Muracci dell'Ospedaletto. Casale del XVII secolo. 41.839088°N 12.524514°E
- Casale di Vigna Viola, lungo via Ardeatina, nella tenuta Zampa di Bove. Casale del XVIII secolo. 41.845978°N 12.51919°E
- Casale Torlonia, al III miglio di via Appia Antica. Casale del XVII secolo. 41.845055°N 12.528417°E
- Casale Caribelli, su viale Pico della Mirandola. Casale del XVIII secolo. 41.846721°N 12.485256°E

### Architetture religiose
- Abbazia delle Tre Fontane, su via di Acque Salvie, lungo la via Laurentina.
  - Chiesa dei Santi Vincenzo e Anastasio alle Tre Fontane. Chiesa del VII secolo.
  - Chiesa di San Paolo alle Tre Fontane. Chiesa del XVI secolo.
  - Chiesa di Santa Maria Scala Coeli. Chiesa del XVI secolo.
- Basilica di San Sebastiano fuori le mura, su via Appia Antica. Chiesa del IV secolo.
- Chiesa dell'Annunziatella, su vicolo dell'Annunziatella. Chiesa del XIII secolo.
- Chiesa di Santa Francesca Romana, su via Augusto Franzoi. Chiesa del XX secolo (1936). 41.862305°N 12.501927°E

Edificio in stile razionalista dell'architetto Giuseppe Zander. Parrocchia eretta il 23 maggio 1959 con il decreto del cardinale vicario Clemente Micara "Supremam in Ecclesia".
- Chiesa di Gesù Buon Pastore, nel piazzale dei Caduti della Montagnola. Chiesa del XX secolo. (1950-57).
- Chiesa di Nostra Signora di Lourdes a Tor Marancia, su via Andrea Mantegna. Chiesa del XX secolo (1957).
- Chiesa dei Santi Martiri dell'Uganda, nel largo Santi Martiri dell'Uganda. Chiesa del XX secolo (1971). 41.845203°N 12.48979°E

Parrocchia eretta il 4 settembre 1970 con il decreto del cardinale vicario Angelo Dell'Acqua "Pervigili cura".
- Chiesa della Santissima Annunziata a Via Ardeatina, su via di Grotta Perfetta. Chiesa del XX secolo (1987).

Edificio in stile modernista dell'ingegnere Ignazio Breccia Fratadocchi.
- Chiesa di San Vigilio, su via Paolo di Dono. Chiesa del XX secolo (1990). 41.829812°N 12.492576°E

Edificio in stile modernista dell'architetto Lucio Passarelli. Parrocchia eretta il 22 maggio 1968 con il decreto del cardinale vicario Angelo Dell'Acqua "Quotidianis curis".
- Chiesa di San Josemaría Escrivá, su largo Josemaría Escrivá de Balaguer. Chiesa del XX secolo (1996).
- Cappella della Madonna di Fatima, su via Giuseppe Cerbara. Cappella del XX secolo. 41.854425°N 12.502694°E

Chiesa annessa ad un Istituto religioso, e luogo sussidiario di culto della parrocchia di Nostra Signora di Lourdes.

### Architetture militari
- Forte Appia Antica, al IV miglio di via Appia Antica. Forte del XIX secolo.
- Forte Ardeatina, su via di Grotta Perfetta. Forte del XIX secolo.

### Siti archeologici

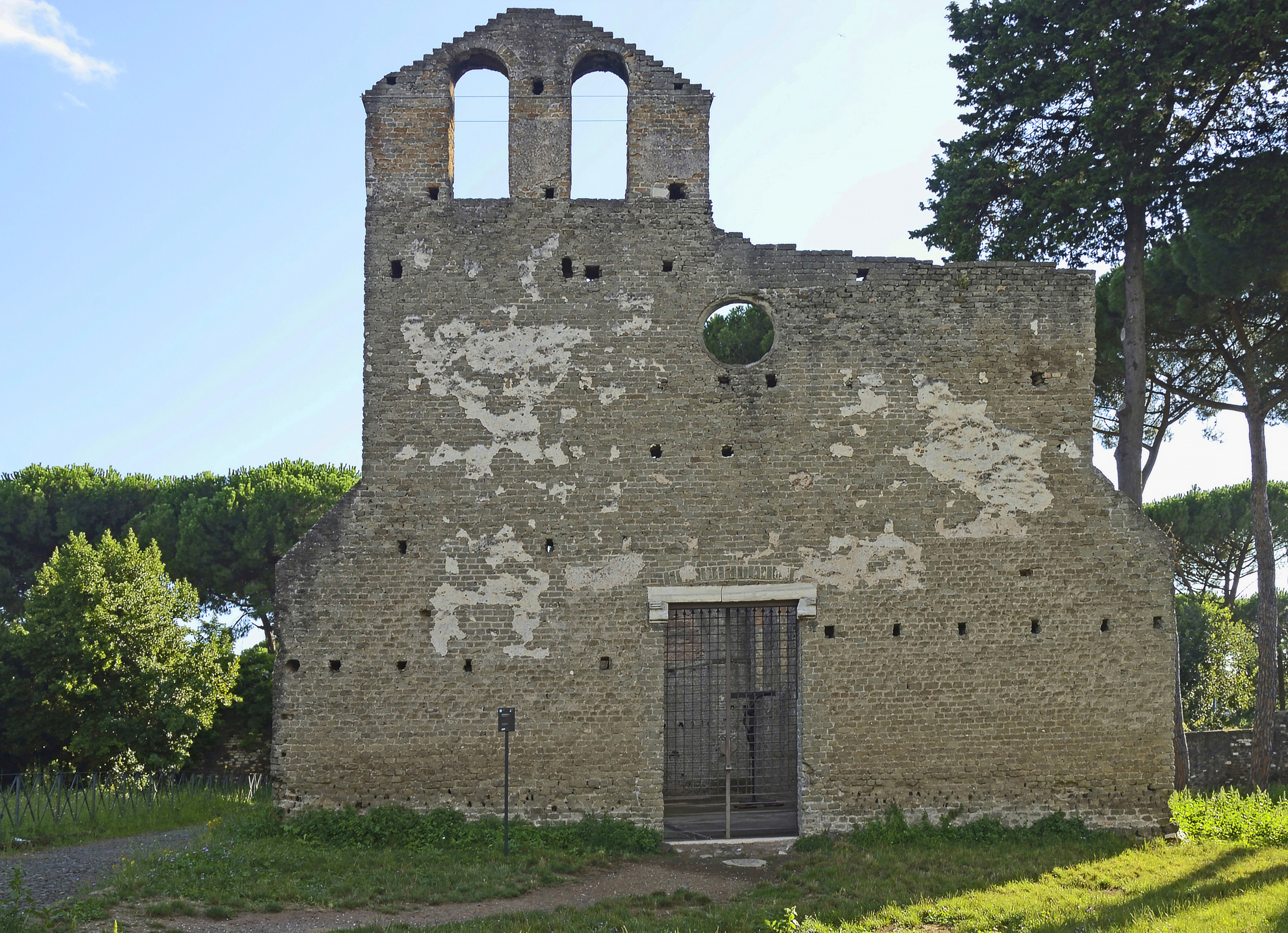
I resti della chiesa di San Nicola a Capo di Bove.

- Villa di Tor Carbone Domus marmeniae, al IV miglio di via Appia Antica. Villa del I secolo.[8] 41.838465°N 12.534035°E
- Basilica paleocristiana circiforme, lungo via Ardeatina. 41.861428°N 12.505883°E
- Villa romana, presso il casale della Vignacce. 41.835675°N 12.521106°E
- Chiesa di San Nicola a Capo di Bove, al III miglio di via Appia Antica. Chiesa del XIII secolo.

#### Catacombe e sepolcri
Sull'antica via Appia, II miglio
- Sepolcro di Priscilla. Sepolcro del I secolo.
- Catacombe di San Callisto. Catacombe del II secolo.
- Catacombe di Domitilla (a circa 470 m., su via delle Sette Chiese). Catacombe del II-III secolo.
- Catacomba dei Santi Marco e Marcelliano. Catacombe di tarda antichità.
- Catacomba di Balbina. Catacombe di tarda antichità.

Sull'antica via Appia, III miglio
- Catacombe di San Sebastiano. Catacombe del I secolo.
- Altorilievo marmoreo con personaggio in nudità "eroica". 41.866641°N 12.50299°E

Sull'antica via Appia, IV miglio
- Mausoleo di Sant'Urbano martire. Sepolcro del II secolo.
- Tomba dei Licini. 41.8384°N 12.535899°E
- Tomba del fregio dorico. Sepolcro ad ara dell'età sillana. 41.838344°N 12.535973°E
- Sepolcro di Hilarus Fuscus.
- Tomba di Tiberio Claudio Secondino. 41.837247°N 12.537199°E
- Colombario. 41.83759°N 12.536748°E
- Tomba di Quinto Apuleio. 41.837252°N 12.537193°E
- Sepolcro a tempietto rettangolare. 41.836258°N 12.538247°E
- Tomba dei Rabiri. Sepolcro del I secolo. 41.835865°N 12.538787°E
- Sepolcro a torre con porta ad arco. 41.835385°N 12.539269°E
- Tomba dei Festoni. 41.835074°N 12.539647°E
- Tomba del frontespizio. 41.835024°N 12.539698°E

### Altro
- Colonna di Pio IX, su via Appia Antica. Memoriale del XIX secolo (1851). 41.856117°N 12.516303°E

Fu commissionata da Pio IX e posta di fronte alla basilica di San Sebastiano fuori le mura, sul lato opposto di via Appia Antica.
- Mausoleo delle Fosse Ardeatine, su via Ardeatina. Memoriale del XX secolo. 41.856667°N 12.510278°E

Dedicato ai martiri delle Fosse Ardeatine, fu inaugurato il 24 marzo 1949.
- Monumento ai caduti della Montagnola, nel piazzale dei Caduti della Montagnola. 41.845226°N 12.483391°E

Dedicato ai caduti della Montagnola del 10 settembre 1943.
- Museo condominiale di Tor Marancia, in viale di Tor Marancia.

- In via di Vigna Murata c'è un murales chiamato La cascata. Il murales è stato realizzato nel 2013 da Alessandro Sabong con vernice spray insieme alla Fondazione Insieme per Roma.[9]

### Aree naturali
- Parco regionale dell'Appia antica, settore compreso fra la via Appia Antica e via Ardeatina. 41.861172°N 12.507515°E
- Tenuta di Tormarancia. 41.847487°N 12.504343°E
- Tenuta Zampa di Bove. 41.846873°N 12.520081°E